# Saccharum rufipilum
Saccharum rufipilum là một loài thực vật có hoa trong họ Hòa thảo. Loài này được Steud. miêu tả khoa học đầu tiên năm 1854.